# Gunnar Oscarson
Karl Fredrik Gunnar Oscarsson ( i riksdagen kallad Oscarson i Halmstad), född 8 juni 1913 i Gällinge socken, Hallands län, död 16 maj 1986 i S:t Nikolai församling, Halmstad, var en svensk politiker (moderaterna). Han var ledamot av riksdagens andra kammare 1965–1970, och tillhörde därefter enkammarriksdagen fram till 1982.
Oscarsson gjorde militär karriär och blev major 1972. Han satt i Halmstads stadsfullmäktige 1958–1965 och i landstinget 1964. Han var främst engagerad i försvarsfrågor, men även i kommunikationsfrågor samt över vård av natur- och kulturminnen.